# Український правопис 1933 року
Украї́нський право́пис 1933 ро́ку — український правопис, прийнятий у 1933 році в тодішній столиці УРСР, у місті Харкові. Розпочався процес штучного зближення української та російської мовних традицій ортографії. Деякі норми, які були відхилені через відсутність у російському правописі, повернуто до українського правопису 2019 року.

## Напередодні реформи
На 1920-ті роки припав розквіт українського мовознавства, проведено значну роботу з унормування української літературної мови, наукової термінології, словників. Робота науковців відзначилася виданням Українського правопису 1928 року, що вперше став офіційним та уніфікованим для всієї України. Побачили світ Академічний російсько-український словник за ред. Агатангела Кримського. Проте кодифікація 1928—1929 років, що поєднувала в одному правописному кодексі наддніпрянську і наддністрянську мовні норми, виявилася незадовільною за тих політичних обставин і потребувала змін.

## Початок репресій і зросійщення
Але на початку 1930-х на Україну накочується хвиля тотального планового зросійщення, що відбувалося під гаслами боротьби з українським націоналізмом.
«Нова доба» радянської політики в стосунку до української культури, а також і до мови розпочалася після постанови ЦК ВКП(б) 3 квітня 1932 року «Про придушення націоналізму в Україні» й запровадження в усьому комуністичних ідей. Щоб це зробити, в Україну послали Павла Постишева, що й прибув до столиці, м. Харкова, у січні 1933 р. Він ґвалтом чистив Україну від «націоналістів». 7 липня 1933 р. учинив самогубство Микола Скрипник, не витерпівши цькувань. Репресовано членів президії Правописної комісії Всеволода Ганцова, А. Приходька, С. Пилипенка (Олексу Синявського й А. Кримського репресували пізніше). У правописі шукали «націоналістичного шкідництва», потрібного для боротьби з українським національним відродженням.

## Викорінення питомих рис української мови
Руйнувати та спиняти розквіт української мови взагалі, а літературної зокрема, більшовики взялися спочатку чужими руками — за це взявся був Андрій Хвиля (справжнє прізвище Олінтер) та Н. Каганович. Вони власне перші вчинили галас, ніби в українському мовознавстві — «буржуазно-шовіністична шкідницька метода», що й закріпив А. Хвиля своєю сумної пам'яті книжкою «Викорінити, знищити коріння українського націоналізму на мовному фронті», Харків, 1933 р., друковано 15 000 примірників.

А. Хвиля, голова новоствореної 1933 р. Правописної комісії при Народному Комісаріаті освіти, твердив: 
 Правопис, ухвалений М. Скрипником 6 вересня 1928 р., скеровував розвиток української мови на польську, чеську буржуазну культуру. Це ставило бар'єр між українською та російською мовою, гальмувало вивчення грамоти широкими трудящими масами <…>. Комісія, створена при НКО, переглянула «Український правопис» <…>. Основні виправлення стосувалися ліквідації всіх правил, що орієнтували українську мову на польську та чеську буржуазні культури, перекручували сучасну українську мову, ставили бар'єр між українською та російською мовами <…>. Викинуто встановлені націоналістами мертві консервативні норми, що перекручують сучасну українську мову, живу мову практики трудящих мас України.
Без жодних дискусій, конференцій зазначена Комісія «переробила» й 1933 р. видала нові правила. З абетки викинуто літеру ґ, докорінно змінено правопис іншомовних слів, внесено зміни в парадигми відмінюваних лексем. У правила внесено близько 126 поправок, повністю змінено розділ про правопис іншомовних слів. Нові правописні правила опубліковано спочатку в журналі «Політехнічна освіта» (933, № 6), наприкінці 1933 р. вони вийшли окремою книжкою «Український правопис».
Зі звинуваченням у вбитті клину між російською й українською мовними практиками:
- Усунуто форми двоїни (дві книзі, три вербі, чотири хаті, дві руці та ін.).
- Скасовано вжиток знахідного відмінка в формах: бачу молодиці, веду хлопці, дивлюся на піонерки.
- З паралельно вживаних форм бабів і баб, хатів і хат, губів і губ, статтів і статей залишено лише найближчі до російського варіанта.
- З паралельних словотвірних варіантів становисько — становище, огнисько — огнище, гноїсько — гноїще надано перевагу утворенням з наростком (суфіксом) -ище.
- Паралельні форми давального й місцевого відмінків однини іменників другої відміни святові — святу, серцеві — серцю, сонцеві — сонцю, у русі — у рухові обмежено формами на -у(ю), спільними з російськими.
- Чергування префіксів (прийменників) з — с перед глухими приголосними к, п, т, х було поширено на ф:

| Правопис 1928 року | Правопис 1933 року |
| ------------------ | ------------------ |
| зфалшувати         | сфальшувати        |
| зфотографувати     | сфотографувати     |

- Напис іншомовних слів бакханка, барбаризм за латинським зразком повернуто до східноукраїнських варіантів, вироблених під упливом церковнослов'янської та російської мови: вакханка, варваризм, також як і претенсія, іхтіосавр, бронтосавр (взаконено претензія, іхтіозавр, бронтозавр), радіюс, консиліюм, медіюм, Маріюпіль (взаконено радіус, консиліум, медіум, Маріуполь)[4].

- Спрощено вжиток закінчень давального відмінка однини чоловічого роду (-ові, -еві/-єві). Згідно з попереднім правописом в іменниках чоловічого роду слід було вживати закінчень -ові, -еві/-єві, а вжиток закінчення -у/-ю обмежено. Подальші реформи спростили й узагальнили вжиток цих форм, надаючи перевагу аналогічному російському закінченню -у/-ю.
- Усталено тверде написання низки прикметників:

| Правопис 1928 року | Правопис 1933 року |
| ------------------ | ------------------ |
| західній           | західний           |
| східній            | східний            |
| трикутній          | трикутний          |

- Закінчення -и в родовому відмінкові однини для іменників жіночого роду зі двома приголосними на кінці основи було замінено на -і, що збігалося з історичним розвитком української мови (Шевельов[5]):

| Правопис 1928 року | Правопис 1933 року |
| ------------------ | ------------------ |
| до смерти          | до смерті          |
| без совісти        | без совісті        |
| без чести          | без честі          |

- Узгоджено з етимологією написання голосних, що чергуються:

| Правопис 1928 року | Правопис 1933 року |
| ------------------ | ------------------ |
| випроваджати       | випроводжати       |
| голодівка          | голодовка          |
| манастир           | монастир           |
| мариво             | марево             |
| салітра            | селітра            |
| соняшний           | сонячний           |
| шаравари           | шаровари           |

- У непрямих відмінках українські прізвища дістали нових закінчень:

| Прізвище | Правопис 1928 року | Правопис 1933 року |
| -------- | ------------------ | ------------------ |
| Гончар   | до Гончаря         | до Гончара         |
| Кравців  | до Кравцова        | до Кравціва        |
| Мазурок  | до Мазурка         | до Мазурока        |
| Швець    | до Шевця           | до Швеця           |

- Упорядковано географічні назви. Відповідно до правопису 1928 року назви міст треба було передавати «на письмі в їх народно-історичній формі» (§ 81), а правопис 1933 року вимагає передавати так, «як прийнято їх радянськими державними органами» (§ 89):

| Правопис 1928 року [Архівовано 31 березня 2017 у Wayback Machine.] | Правопис 1933 року |
| ------------------------------------------------------------------ | ------------------ |
| Басарабія                                                          | Бессарабія         |
| Берестя                                                            | Брест              |
| Білгород                                                           | Бєлгород           |
| Бердянське                                                         | Бердянськ          |
| Букарешт                                                           | Бухарест           |
| Єйське                                                             | Єйськ              |
| Дін                                                                | Дон                |
| Кахівка                                                            | Каховка            |
| Кремінчук                                                          | Кременчук          |
| Лубні                                                              | Лубни              |
| Луганське                                                          | Луганськ           |
| Мелітопіль                                                         | Мелітополь         |
| Маріюпіль                                                          | Маріуполь          |
| Мукачів                                                            | Мукачеве           |
| Прилука                                                            | Прилуки            |
| Рівне                                                              | Ровно              |
| Ромен                                                              | Ромни              |
| Ростів                                                             | Ростов             |
| Севастопіль                                                        | Севастополь        |
| Симферопіль                                                        | Симферополь        |
| Сальське                                                           | Сальськ            |
| Таганріг                                                           | Таганрог           |
| Тираспіль                                                          | Тирасполь          |
| Новозибків                                                         | Новозибков         |
| Озівське море                                                      | Азовське море      |
| Острогозьке                                                        | Острогозьк         |
| Пинське                                                            | Пінськ             |

Назви міст стали кінчатися на -ськ, -цьк (а не -ське, -цьке): Волочинське, Старобільське, Пинське, Зінов'ївське, Луцьке і т. ін.
Відмінювати стали такі назви як іменники: зі Старобільська, під Волочинськом, а не як прикметники: зі Старобільського, під Волочинським.
Прикметники, утворені від назов міст перемиський, радомиський, обернуто на перемишльський, радомишльський.
- Практиковано уникання іменників у тих випадках, коли вони не повторюють російського вживання: прийменник до у парах до школи, до Києва послідовно замінювано на прийменник у — у школу, у Київ.
- Зникли з ужитку в УРСР конструкції з неособовими дієприкметниками: випуск машин припинено, злочинця затримано; натомість процвітає суржикування: випуск машин припинений, злочинець затриманий.
- Штучно розділено прикметник дружній на два прикметники: дружний та дружній, різницю між ним можна встановити, лише зіставивши їх з російськими відповідниками дружный і дружественный. Ту ж операцію пророблено й зі словом багатир. З одного слова штучно зроблено два: багатир (багатий) та богатир (витязь, лицар, герой).
- Запровадження нової, скопійованої з російської, термінології в усіх галузях знання:

| Питома українська форма | Російська форма   | Накинута форма   |
| ----------------------- | ----------------- | ---------------- |
| Великий Віз             | Большая Медведица | Велика Ведмедиця |
| городина                | овощи             | овочі            |
| садовина                | фрукты            | фрукти           |
| дієйменник              | инфинитив         | інфінітив        |
| живе срібло             | ртуть             | ртуть            |
| родзинки                | изюм              | ізюм             |
| стоп                    | сплав             | сплав            |
| риска                   | тире              | тир              |

- Стандартизовано імена людей відповідно до східноукраїнської традиції:

| Правопис 1928 року | Правопис 1933 року |
| ------------------ | ------------------ |
| Агатангел          | Агафангел          |
| Тадей              | Фадей і Тадей      |
| Теодосій           | Феодосій           |
| Олександер         | Олександр          |

- Оскільки з алфавіту було вилучено літеру ґ, іншомовні власні назви з h і g почали подавати тільки однією літерою г, незалежно від вимови (§ 76):

| Правопис 1928 року | Правопис 1933 року |
| ------------------ | ------------------ |
| Ґаронна            | Гаронна            |
| Ґете               | Гете               |
| Гаммерфест         | Гаммерфест         |

- Лексику зі грецької мови з літерою θ (кирилична фіта) змінили за східноукраїнським зразком:

| Правопис 1928 року | Правопис 1933 року |
| ------------------ | ------------------ |
| анатема            | анафема            |
| Атени              | Афіни              |
| Методій            | Мефодій            |
| Теофанія           | Феофанія           |

- Звукосполучення ія в чужомовних словах, затверджене правописом 1928 року, замінено на поширене в тогочасній практиці іа[6]:

| Правопис 1928 року | Правопис 1933 року |
| ------------------ | ------------------ |
| варіянт            | варіант            |
| комедіянт          | комедіант          |
| Сіям               | Сіам               |

- Німецький дифтонг еі, що звучить як ай, дістав традиційного написання ей:

| Правопис 1928 року | Правопис 1933 року |
| ------------------ | ------------------ |
| Айнштайн           | Ейнштейн           |
| Гайне              | Гейне              |
| капельмайстер      | капельмейстер      |

- У запозичених словах з м'яким л стверджено східноукраїнську вимову л[7]:

| Правопис 1928 року | Правопис 1933 року |
| ------------------ | ------------------ |
| Ля-Манш            | Ла-Манш            |
| лямпа              | лампа              |
| пляц               | плац               |

- Упорядковано правопис іншомовних слів:

| Правопис 1928 року | Правопис 1928 року | Правопис 1933 року             |
| ------------------ | ------------------ | ------------------------------ |
| a.                 | генеза             | генезис                        |
| a.                 | криза              | кризис                         |
| a.                 | теза               | тезис                          |
| б.                 | Геллада            | Еллада                         |
| б.                 | гієроґліф          | іерогліф                       |
| б.                 | гістерія           | істерія                        |
| б.                 | гураґан            | ураган                         |
| в.                 | Арабія             | Аравія                         |
| в.                 | Бакх               | Вакх                           |
| в.                 | Теби               | Фіви                           |
| г.                 | амнестія           | амністія                       |
| г.                 | хемія              | хімія                          |
| ґ.                 | метода             | метод                          |
| ґ.                 | роля               | роль                           |
| ґ.                 | спіраля            | спіраль                        |
| д.                 | міністер           | міністр                        |
| д.                 | Олександер         | Олександр                      |
| д.                 | циліндер           | циліндр                        |
| е.                 | евнух              | євнух                          |
| е.                 | Европа             | як і було Европа (§ 79, с. 62) |
| е.                 | епархія            | єпархія                        |
| е.                 | Еспанія            | Іспанія                        |
| є.                 | ґолф               | гольф                          |
| є.                 | мусулманин         | мусульманин                    |
| є.                 | носталгія          | ностальгія                     |
| є.                 | шелф               | шельф                          |
| ж.                 | авдиторія          | аудиторія                      |
| ж.                 | авдієнція          | аудіенція (§ 82, с. 63)        |
| ж.                 | клявза             | кляуза                         |
| з.                 | вуаль чол.роду     | вуаль жін. роду                |
| з.                 | деталь чол.роду    | деталь жін. роду               |
| з.                 | емаль чол. роду    | емаль жін. роду                |
| з.                 | модель чол.роду    | модель жін. роду               |
| і.                 | евфорія            | ейфорія                        |
| і.                 | невтральний        | нейтральний                    |
| і.                 | неврологія         | нейрологія                     |
| ї.                 | авул               | аул                            |
| ї.                 | богдохан           | богдихан                       |
| ї.                 | Букарешт           | Бухарест                       |
| ї.                 | вермічелі          | вермішель                      |
| ї.                 | данець; & данський | датчанин; & датський           |
| ї.                 | маштаб             | масштаб                        |
| ї.                 | моххамеданин       | магометанин                    |
| ї.                 | претенсія          | претензія                      |

- Унормовано наголоси:

| Правопис 1928 року | Правопис 1933 року |
| ------------------ | ------------------ |
| доне́змогу          | донезмо́ги          |
| душни́й             | ду́шний             |
| за́їзд              | заї́зд              |
| о́сідок             | осі́док             |
| по́душка            | поду́шка            |

## Нищення термінознавства та словникової справи
Після фізичної розправи з мовознавцями термінологічна справа зазнала чергового удару. Створено спеціальні бригади, що переглядали словники й вилучали «націоналістичні» слова, терміни; насильницькими методами усю термінологію (технічну, наукову) приведено в повну відповідність до російської. Навіть у мовознавстві впроваджено російську граматичну термінологію, відкидаючи весь здобуток українських науковців.
«Правописна» реформа насправді перетворилася на боротьбу з самобутніми й оригінальними рисами української мови. Для цього борець з «націоналізмом» у мовознавстві Андрій Хвиля, сам репресований згодом за націоналізм, висував такі вимоги до партійних органів нагляду за термінологічною діяльністю:
- припинити негайно видання всіх словників;
- переглянути словники й усю термінологію;
- провести уніфікацію технічної термінології з тією термінологією, що є в Радянському Союзі й уживана й на Україні;
- переглянути кадри на мовному фронті й вигнати з цього фронту «буржуазно-націоналістичні» елементи;
- переглянути правопис.

Українську лексику поставлено в залежність від російської, йшло планомірне усунення питомої української лексики й заміна її російською. Наприклад:
| Правопис 1928 року           | Правопис 1933 року |
| ---------------------------- | ------------------ |
| гуртовий                     | оптовий            |
| дбайливий                    | бережливий         |
| досить                       | достатньо          |
| зазіхання                    | посягання          |
| обставати за /обстоювати/ що | ратувати за що     |

Питоме українське слово закотистий (закотистий комір) вилучено зі словників і запроваджено слова відкладний (відкладний комір), бо воно повторює російську форму отложной (отложной воротник).
Коли було репресовано укладачів Правопису 1933 року, в обставинах страху й мовного хаосу всі періодичні видання, а також видавництва в УРСР регулярно діставали від провідного партійного видання «Комуніст» списки слів, яких треба було уникати.
Точнісінько таку саму мовну політику застосовано й до білоруської мови. Так само 1933 року впроваджено новий білоруський правопис — «наркомівку», до білоруської мови впроваджено близько 30 фонетичних і морфологічних особливостей, живцем узятих з російської мови. Розпочалось активне зросійщення білоруської лексики шляхом скеровування лексикографічної практики.

## Текст
- Хвиля, А., ред. (1933). Український правопис. Харків: Радянська школа. Архів оригіналу за 29 грудня 2019. Процитовано 5 вересня 2020. (Альтернативне посилання:  [Архівовано 29 серпня 2021 у Wayback Machine.].)